# Jason av Ferai
Jason av Ferai (klassisk grekiska Ἰάσων ὁ Φεραῖος, Iason ho Feraios) var en envåldshärskare (tyrann) i staden Ferai i Thessalien mellan 378 och 370 f.Kr. Han lyckades snart utsträcka sitt välde över en stor del av Thessalien. I kriget mellan Sparta och Thebe stod han på det senares sida och sökte för övrigt vid varje tillfälle vinna inflytande inom det egentliga Grekland. Jason hade samma plan som sedermera upptogs och fullföljdes av konung Filip II av Makedonien och Alexander den store, nämligen att som de förenade grekernas överfältherre angripa och underkuva det redan försvagade persiska riket. En våldsam död år 370 f.Kr. satte dock stopp för dessa syften.